# Ponte Morandi
Ponte Morandi (română: Podul Morandi) sau  viaductul Polcevera a fost un pod de pe autostrada A10 din Genova, Italia. Podul, una din principalele legături cu Franța și o parte din Drumul European E80, a traversat râul Polcevera între districtele Sampierdarena și Cornigliano din Genova. Viaductul a fost construit între 1963 și 1967 și a fost deschis pe 4 septembrie 1967; a fost numit după designerul său, Riccardo Morandi. 
Pe 14 august 2018, podul s-a prăbușit parțial, omorând cel puțin 43 de persoane, în timp ce între 10 și 20 sunt încă date dispărute.

## Istoric

### Design
Podul a fost proiectat de către Riccardo Morandi. Este similar cu proiectul său din 1957 pentru podul General Rafael Urdaneta, situat la ieșirea din Lacul Maracaibo din vestul Venezuelei, și conectarea orașului Maracaibo cu restul țării, care s-a prăbușit parțial în 1964, când petrolierul Exxonmobil Maracaibo s-a ciocnit cu deschiderea podului. 
Localnicii au poreclit structura Brooklyn Bridge.

### Construcție
Viaductul a fost construit între 1963 și 1967 de către Società Italiana per Condotte d’Acqua. Podul avea o lungime de 1102 metri, o înălțime de 45 de metri la nivelul de rulare și trei piloni din beton armat ajungând la 90 metri în înălțime; deschiderea maximă a unei secțiuni a fost de 210 metri. 

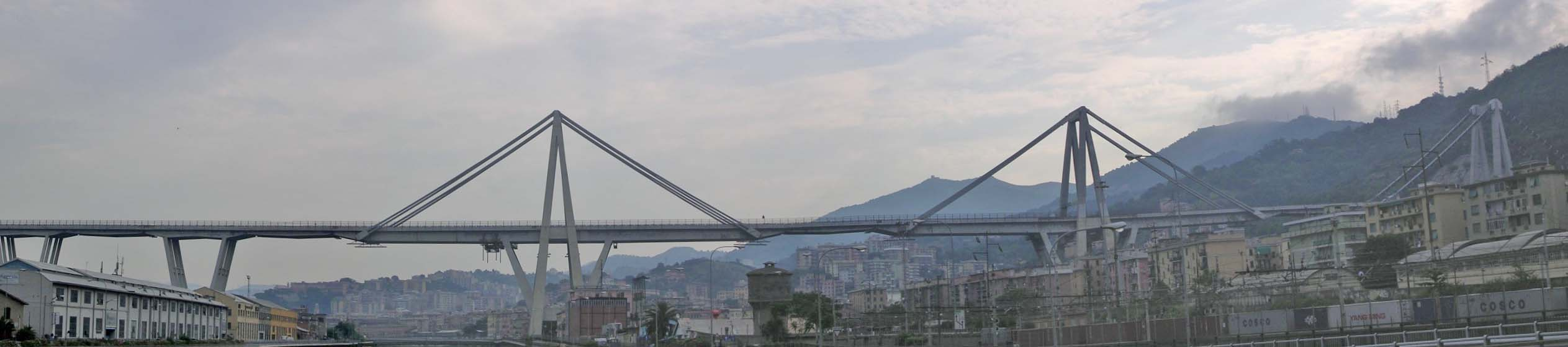
Vedere a Viaductului Polcevera în 2007

Viaductul a fost deschis oficial pe 4 septembrie 1967 în prezența președintelui italian Giuseppe Saragat.

### Prăbușire
Pe 14 august 2018 în jurul orei 11:30, ora locală (ora 9:30 UTC), în timpul unei furtuni cu ploaie torențială, o secțiune de 210 metri (690 ft) din Ponte Morandi s-a prăbușit. Prăbușirea a fost centrată pe pilonul vestic și a trecut râul Polcevera, precum și o zonă industrială din Sampierdarena. Martori oculari au raportat că podul a fost lovit de fulger înainte să se prăbușească. Între 30 și 35 de mașini și trei camioane au căzut odată cu podul.
O mare parte din podul prăbușit și vehicule de pe el au căzut în râul  Polcevera umflat de ploaie. Alte segmente au aterizat pe șinele căilor ferate Torino–Genova și Milano–Genova și pe depozitele ce aparțin  companiei iteliene de energie Ansaldo Energia, depozite care erau în mare parte goale, pentru că prăbușirea a avut loc în ajunul zilei de Adormirea Maicii Domnului (sărbătoare publică).
Ipotezele inițiale sunt ca o slăbiciune structurală sau o alunecare de teren a provocat prăbușirea. Podul era în curs de întreținere la momentul colapsului, inclusiv consolidarea fundației drumurilor.
Potrivit ziarului Corriere della Sera, aceasta a fost cea de-a 11-a prăbușire de pod în Italia începând cu anul 2013.

#### Victime și eforturi de salvare
Patruzeci și trei de persoane au fost confirmate decedate, cincisprezece au fost rănite și între 10 și 20 au fost date dispărute. Cei morți erau cetățeni din Italia (30), Franța (4), Chile (3), Albania (2), și Columbia, Peru, Republica Moldova și România (1 de fiecare).

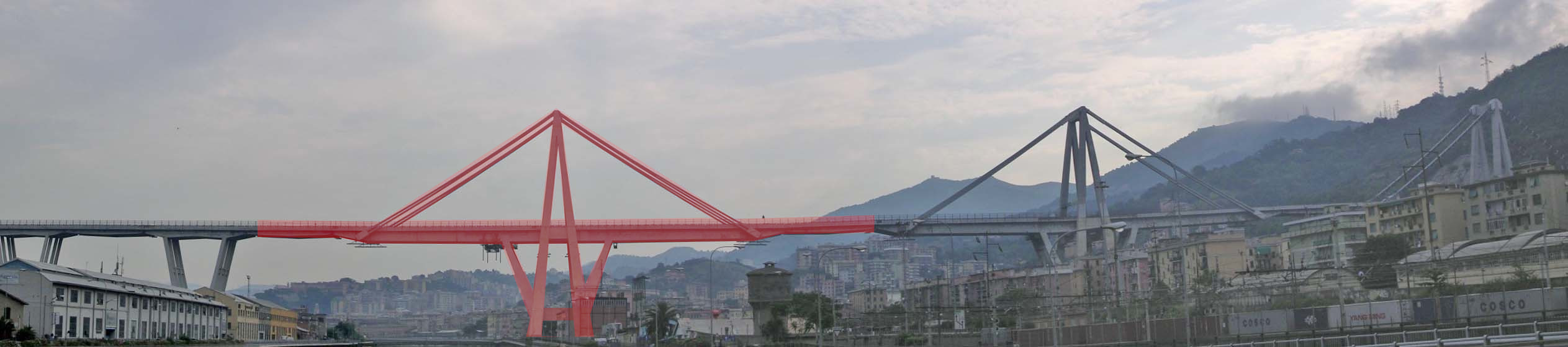
Secțiunea podului care s-a prăbușit este colorată în roșu

Supraviețuitorii au fost transportați la spitalele din apropiere, mulți în stare critică. Davide Capello, fostul portar pentru Cagliari, a supraviețuit fără a fi rănit și a fost capabil să plece de la masina lui, chiar dacă a căzut de la 30 de metri, înainte de a fi prins între părți ale podului prăbușit.
Zona de sub partea rămasă a podului, inclusiv mai multe case, a fost evacuată. Începând cu a doua zi   ora 02:00 (Miezul mopții UTC), douăsprezece persoane au fost încă date dispărute, și vocile lor ar putea fi auzite de sub moloz; eforturile de salvare au continuat prin intermediul unor tehnici utilizate frecvent după cutremure.
Președintele italian Sergio Mattarella a prezidat funeraliile de stat pentru 18 dintre victime sâmbătă, 18 august.

### Demolare și reconstruirea noului pod
Ultimii doi piloni (10 și 11) ai podului au fost dărâmați folosind o tonă de explozibili pe 28 iunie 2019. Apoi s-a planificat eliminarea întregului pod, împreună cu mai multe case și apartamente din împrejurimi.
Construcția noului pod, numit Ponte San Giorgio (Podul Sfântul Gheorghe), a fost proiectată de arhitectul genovez Renzo Piano, pe 25 iunie 2019, și lucrările au fost finalizate în primăvara anului 2020. Noul pod a fost inaugurat pe 3 august 2020.